# Gonomyia (Leiponeura) hyperion
Gonomyia (Leiponeura) hyperion is een tweevleugelige uit de familie steltmuggen (Limoniidae). De soort komt voor in het Afrotropisch gebied.